# فرودگاه شهرستان هوبرت
فرودگاه شهرستان هوبرت (به انگلیسی: Hobart Municipal Airport) یک فرودگاه همگانی با کد یاتا HBR است که یک باند فرود آسفالت دارد و طول باند آن ۱۶۱۳ متر است. این فرودگاه در کشور ایالات متحده آمریکا قرار دارد و در ارتفاع ۴۷۷ متری از سطح دریا واقع شده‌است.